# Дерек Джейкобі
Сер Дерек Джордж Джейкобі CBE (англ. Sir Derek George Jacobi, 22 жовтня 1938) — англійський актор. Джейкобі відомий своєю роботою в Королівському національному театрі та ролями в кіно та на телебаченні. Він отримав численні нагороди, включаючи нагороду BAFTA, дві нагороди Олів'є, дві нагороди Primetime Emmy, дві нагороди Гільдії кіноакторів і нагороду Тоні. У 1994 році королева Єлизавета ІІ надала йому лицарське звання за заслуги в театрі.
Джейкобі розпочав свою професійну кар'єру з Лоуренсом Олів'є як один із засновників Національного театру. Він знявся в численних постановках Шекспіра, зокрема «Гамлет», «Багато шуму з нічого», «Макбет», «Дванадцята ніч», «Буря», «Король Лір» і «Ромео і Джульєтта». Джейкобі отримав премію Лоуренса Олів'є за головну роль у «Сірано де Бержерак» у 1983 році та «Мальволіо» у «Дванадцятій ночі» у 2009 році. Він також отримав премію «Тоні» за найкращу чоловічу роль у виставі за роль Бенедіка у фільмі «Багато шуму з нічого», 1985 рік.
Джейкобі також брав участь у численних телевізійних виступах, у тому числі в ролі Клавдія в серіалі ВВС «Я, Клавдій» (1976), за яку він отримав телевізійну премію Британської академії за найкращу чоловічу роль. Крім того, сер отримав дві премії «Еммі» за найкращу чоловічу роль другого плану в міні-серіалі або фільмі «Десята людина» (1988) і «Найкращий запрошений актор у комедійному серіалі» за образ у «Фрейзері» (2001). Він також відомий своїми ролями в середньовічному драматичному серіалі «Брат Кадфаель» (1994–1998), фільмі HBO The Gathering Storm (2002), ситкомі ITV Vicious (2013–2016) і в шоу BBC «Останнє танго в Галіфаксі» (2012–2020 рр.). Ще актор зіграв Едуарда VIII, герцога Віндзорського, у третьому сезоні відомого серіалу Netflix «Корона» у 2019 році.
Незважаючи на те, що Джейкобі в основному актор сцени, він знявся в ряді фільмів, зокрема «Отелло» (1965), «День шакала» (1973), «Генріх V» (1989), «Знову мертвий» (1991), «Гамлет» (1996), «Гладіатор» (2000), «Няня МакФі» (2005), «Загадка» (2007), «Мій тиждень з Мерилін» (2011), «Анонім» (2011), «Попелюшка» (2015) і «Вбивство у Східному експресі» (2017). Джейкобі також отримав дві нагороди Гільдії кіноакторів разом із акторським ансамблем у фільмах Роберта Альтмана «Госфордський парк» (2001) і Тома Хупера «Промова короля» (2010).

## Раннє життя
Дерек Джордж Джейкобі народився 22 жовтня 1938 року в Лейтонстоуні, Ессекс, Англія, як єдина дитина Дейзі Ґертруди (уроджена Мастерс; 1910–1980), секретарки, яка працювала в магазині тканин на Лейтон-Хай-Роуд, і Альфреда Джорджа Джейкобі (1910 –1993), який керував солодощами  і був продавцем тютюну в Чінгфорді. Його прадід по батьківській лінії емігрував з Німеччини до Англії протягом 19 століття. У нього також є далекий предок — гугенот. Його родина була робітничою, і Джейкобі описує своє дитинство як щасливе. У підлітковому віці він ходив до середньої школи округу Лейтон для хлопчиків, тепер відомої як Leyton Sixth Form College, і став невід'ємною частиною драматичного гуртка The Players of Leyton.
Навчаючись у шостому класі, він зіграв головну роль у виставі «Гамлет», яка була представлена на Единбурзькому фестивалі Fringe та отримала високу оцінку.  У 18 років він отримав стипендію в Кембриджському університеті, де вивчав історію в коледжі Сент-Джона та отримав ступінь. Серед молодших членів університету на той час були Ян Маккеллен  (який був закоханий у нього — «пристрасть, яка була неоголошеною та нерозділеною», як розповідає Маккеллен)  і Тревор Нанн. Під час навчання в Кембриджі Джейкобі зіграв багато ролей, включаючи Гамлета, який був узятий у тур до Швейцарії, де він познайомився з Річардом Бертоном. Як результат його вистави «Едуард II» у Кембриджі, Джейкобі було запрошено стати членом Бірмінгемського репертуарного театру відразу після його закінчення в 1960 році.

## Кар'єра

### Ранні роботи
Талант Джейкобі був визнаний Лоуренсом Олів'є, який запросив молодого актора назад до Лондона, щоб стати одним із засновників нового Національного театру, хоча на той час Джейобі був відносно невідомий.  Він зіграв Лаерта в першій постановці Національного театру «Гамлет» разом з Пітером О'Тулом у 1963 році. Олів'є залучив його на роль Кассіо в успішній постановці Національного театру «Отелло», роль, яку Джейкобі повторив у фільмі 1965 року. Він зіграв Андрія в постановці NT і фільмі «Три сестри» (1970), в обох з Олів'є. 27 липня 1965 року Джейкобі зіграв Бріндслі Міллера в першій постановці чорної комедії Пітера Шеффера. Він був представлений Національним театром у Чічестері, а згодом у Лондоні.
Після восьми років роботи в Національному театрі Джейкобі пішов у 1971 році, щоб грати в різних ролях. У 1972 році він зіграв головну роль у серіалі ВВС «Людина з соломи», екранізації книги Генріха Манна «Унтертан» режисера Герберта Вайза. Джейкобі з'явився в дещо комічній ролі, як лорд Фавн, у восьми епізодах 26-серійного міні-серіалу The Pallisers для BBC Two у 1974 році. Більшість його театральних робіт у 1970-х роках були з гастрольною класичною театральною компанією Prospect Theatre Company, з якою він зіграв багато ролей, включаючи Іванова, Перікла, Принца Тірського та Місяць на селі з Дороті Тутін (1976).
Джейкобі був все більше зайнятий сценічною та кіноакторською діяльністю, але його великий прорив стався в 1976 році, коли він зіграв головну роль у серіалі ВВС « Я, Клавдій». Він зміцнив свою репутацію своєю роллю запинаючого, посмикуючого імператора Клавдія, отримавши багато похвал.  У 1979 році, завдяки своїй міжнародній популярності, він взяв Гамлета в світове театральне турне Англією, Єгиптом, Грецією, Швецією, Австралією, Японією та Китаєм, граючи принца Гамлета. Його запросили зіграти роль у замку Кронборг, Данія, відомому як замок Ельсінор, де відбувається дія п'єси. У 1978 році він знявся в постановці Шекспіра «Річард II» на телебаченні BBC разом із сером Джоном Гілгудом і дамою Венді Гіллер.

### Подальша кар'єра
У 1980 році Джейкобі зіграв головну роль у «Гамлеті» Бі- Бі-Сі, дебютував на Бродвеї в «Самогубці» (серія була скорочена через повернення Джейкобі додому до Англії через смерть його матері) і приєднався до Королівської Шекспірівської компанії (RSC). З 1982 по 1985 рік він зіграв чотири складні ролі одночасно: Бенедіка в «Багато шуму з нічого» Шекспіра, за яку він отримав «Тоні» за її бродвейську постановку (1984–1985); Просперо в «Бурі»; Пер Гюнт; і Сірано де Бержерак, який він привіз до США і грав у репертуарі «Багато галасу з нічого» на Бродвеї та у Вашингтоні (1984–1985). У 1986 році він дебютував у Вест-Енді у фільмі «Порушення кодексу» Г'ю Вайтмора, де зіграв роль Алана Тьюрінга, яка була написана спеціально для Джейкобі. П'єсу перенесли на Бродвей. У 1988 році Джейкобі чергував у Вест-Енді головні ролі шекспірівських «Річарда II» і «Річарда III» у репертуарі.
Він з'явився в телевізійних драмах Inside the Third Reich (1982), де зіграв Гітлера; Містер Пай (1985); і «Маленька Дорріт» (1987), заснована на романі Чарльза Діккенса; Десята людина (1988) з Ентоні Гопкінсом і Крістін Скотт Томас. У 1982 році він позичив свій голос персонажу Нікодема в анімаційному фільмі «Таємниця NIMH». У 1990 році він зіграв Дедала в епізоді 4 серіалу Джима Хенсона «Оповідач: Грецькі міфи» .
Джейкобі продовжував грати ролі Шекспіра, зокрема у фільмі Кеннета Брана «Генріх V» (у ролі хору) 1989 року, і дебютував як режисер Брана в гастрольній постановці «Гамлета» Renaissance Theatre Company в 1988 році, який також був показаний в Ельсінорі і в рамках репертуарного сезону епохи Відродження в театрі Фенікс у Лондоні. У 1990-х роках Джейкобі продовжував репертуарну сценічну роботу в Кіні в The Old Vic, Бекеті у Вест-Енді (театр Хеймаркет) і Макбеті в RSC у Лондоні та Стратфорді. У 1993 році Джейкобі озвучив містера Джеремі Фішера у фільмі «Світ Кролика Пітера та його друзів».
Він був призначений спільним художнім керівником Чичестерського фестивального театру разом з імпресаріо Вест-Енду Дунканом Уелдоном у 1995 році на три роки перебування. Як актор у Чічестері він також зіграв у чотирьох виставах, у тому числі у своєму першому «Дяді Вані» у 1996 році (він зіграв її знову у 2000 році, привізши п'єсу Чехова на Бродвей для обмеженої кількості). Робота Джекобі протягом 1990-х років включала 13-серійну телевізійну адаптацію романів Елліса Пітерса «Кадфаель» (1994–1998) і телевізійну версію «Порушення кодексу» (1996). Кінофільми тієї епохи включали виступи у фільмі Кеннета Брани «Знову мертвий» (1991), повнотекстове відтворення Брана Гамлета (1996) у ролі короля Клавдія, «Любов — диявол» Джона Мейбері (1998), портрет художника Френсіса Бекона, як сенатор Гракх у «Гладіаторі» (2000) з Расселом Кроу та «Герцог» разом із Крістофером Еклстоном та Едді Іззардом у постапокаліптичній версії «Трагедії месника» Томаса Міддлтона (2002).
У 2001 році Джейкобі виграв премію «Еммі», висміюючи своє шекспірівське походження в епізоді телесеріалу Фрейзера «Шоу має закінчитися», в якому він зіграв грубого, гучного, безталанного Джексона Гедлі, телевізійну зірку з хибною вірою, що він заслуговує на відродження своєї сценічної кар'єри.

### 2000-тепер
Джейкобі переказав версії аудіокниг «Іліада», «Подорож покорителя світанку» К. С. Льюїса, «Фермер Джайлз із Хема» Дж. Р. Р. Толкіна та дві скорочені версії « Я, Клавдій» Роберта Грейвза. У 2001 році він озвучив герцога Тесея у фільмі «Дитячий сон в літню ніч». У 2002 році Джейкобі гастролював по Австралії у фільмі The Hollow Crown із сером Дональдом Сінденом, Ієном Річардсоном і Дайаною Рігґ. Джейкобі також зіграв роль сенатора Гракха в «Гладіаторі» і знявся в міні-серіалі «Присяжні» 2002 року. Він також є оповідачем у дитячому серіалі ВВС «У нічному саду…» .
У 2003 році він брав участь у веб-трансляції Scream of the Shalka, заснованій на науково-фантастичному серіалі «Доктор Хто». Він озвучив Немезиду Доктора Майстра разом із Річардом Е. Грантом у ролі Доктора. Того ж року він також з'явився в аудіодрамі Deadline, також заснованій на «Докторі Хто». Там він зіграв Мартіна Банністера, літнього письменника, який вигадує історії про «Доктора», персонажа, який подорожує в часі та просторі, передумовою того, що серіал так і не потрапив на телебачення. Пізніше Джейкобі з'явився в епізоді " Утопія " Доктора Хто (червень 2007); він постає як добра професорка Яна, яка наприкінці епізоду виявляється Майстром. Джейкобі зізнався в «Конфіденційній частині Доктора Хто», що завжди хотів бути в шоу: "Одним із моїх амбіцій з 60-х років було взяти участь у «Докторі Хто». Другий — "Вулиця Коронації «. Тож зараз я зламав „Доктора Хто“. Я все ще чекаю на Коррі „.
У 2004 році Джейкобі зіграв головну роль у “Дон Карлосі» Фрідріха Шиллера в театрі Крусібл у Шеффілді у відомій постановці, яку в січні 2005 року перевели в театр Гілгуд у Лондоні. Лондонська постановка «Дон Карлоса» зібрала схвальні відгуки. Також у 2004 році він зіграв роль лорда Тедді Терсбі в першій із чотирьох частин серіалу BBC The Long Firm, заснованого на однойменному романі Джейка Арнотта. У «Няні МакФі» (2005) він зіграв роль колоритного містера Віна, трунаря. Він зіграв роль Олександра Корвіна у бойовику-фільмі жахів 2006 року Underworld: Evolution.
У березні 2006 року BBC Two транслювала документальну драму «Піночет у передмісті» про колишнього чилійського диктатора Августо Піночета та спроби його екстрадиції з Великої Британії; Джейкобі виконав головну роль. У вересні 2007 року він був випущений у США під новою назвою Pinochet's Last Stand. У 2006 році він знявся в дитячому фільмі «Туман», казка про цуценя вівчарки, він також був диктором цього фільму. У липні-серпні 2006 року він зіграв однойменну роль у фільмі «Подорож навколо мого батька на складі Донмара», постановку якого потім перенесли до Вест-Енду.
У лютому 2007 року фільм «Загадка» режисера Брендана Фолі з Джейкобі, Вінні Джонсом і Ванессою Редгрейв у головних ролях був показаний на Берлінському EFM. Джейкобі грає дві ролі: спочатку сучасного лондонського бродягу, а потім привида Чарльза Діккенса. У березні 2007 року дитяча програма Бі-Бі-Сі «У нічному саду…» розпочала випуск зі ста епізодів, оповідачем якої виступає Джейкобі. Він зіграв дідуся Нелл у різдвяній адаптації ITV у 2007 році «Старої лавки цікавинок» і повернувся на сцену, щоб зіграти Мальволіо у «Дванадцятій ночі» Шекспіра (2009) для Donmar Warehouse у Wyndham's Theatre у Лондоні. Ця роль принесла йому премію Лоуренса Олів'є за найкращу чоловічу роль. Він з'являється в п'яти фільмах 2009 року: «Морріс: Життя з дзвонами», «Хіпі Хіпі Шейк», «Ендшпіль», «Воскреслий Адам» і «Англія» Чарльза Діккенса. У 2010 році він повернувся до «Я, Клавдій» як Август у радіоадаптації. У 2011 році він знявся в середньовічній епопеї Ironclad, де також знялися Джеймс Пьюрфой і Пол Джаматті в ролі неефективного Реджинальда де Корнхілла, каштеляна Рочестерського замку.
Джейкобі зіграв головну роль у постановці Майкла Грандіджа «Король Лір» (Лондон, 2010), виконавши, як The New Yorker назвав, «одну з найкращих вистав у своїй видатній кар'єрі».  У травні 2011 року він повторив цю роль у Бруклінській академії музики.
У квітні 2012 року він знявся у фільмі «Титанік: Кров і сталь», а в листопаді 2012 року знявся в серіалі BBC «Останнє танго в Галіфаксі». У 2013 році він знявся у другій серії «Останнього танго», а в 2014 році — в третій.
У 2013 році Джейкобі знявся разом з Ієном Маккелленом у ситкомі ITV Vicious у ролі Стюарта Біксбі, партнера Фредді Торнхілла, якого зіграв Маккеллен. 23 серпня 2013 року шоу було продовжено на шість епізодів другої серії, яка почалася в ефірі в червні 2015 року. Шоу закінчилося в грудні 2016 року спеціальним різдвяним випуском.
З 2017 року Джейкобі знову зіграв Майстра в кількох серіалах для Big Finish Productions під загальною назвою «Військовий майстер».
У 2018 році він зіграв єпископа Діньського в міні-серіалі BBC Les Misérables.
У 2018 році Джейкобі отримав премію World United Creator — Platinum Demiurge Award за його величезний внесок у об'єднання та популяризацію світової літератури завдяки його зусиллям представити Вільяма Шекспіра в сучасному кіно.
У 2019 році він повторив роль імператора Клавдія у фільмі «Жахливі історії: фільм — Гнилі римляни».
У 2022 році Джейкобі знявся в «Алілуйя» — екранізації однойменної п'єси Алана Беннетта, знятій режисером Річардом Ейром, де також зіграли Дженніфер Сондерс, Баллі Гілл, Рассел Тові, Девід Бредлі та Джуді Денч.

## Участь авторства Шекспіра
Джейкобі був публічно залучений до питання про авторство Шекспіра. Він підтримує оксфордську теорію авторства Шекспіра, згідно з якою твори Шекспіра написав Едвард де Вер, 17-й граф Оксфорд. Джейкобі звернувся до Центру дослідження авторства Шекспіра, пропагуючи де Вера як автора Шекспіра, і написав передмови до двох книг на цю тему в 2004 і 2005 роках.
У 2007 році Джейкобі та інший шекспірівський актор і режисер Марк Райленс ініціювали «Декларацію обґрунтованих сумнівів» щодо авторства творів Шекспіра, щоб заохотити нові дослідження цього питання.
У 2011 році Джейкобі погодився на роль у фільмі «Анонім» про оксфордську теорію, в якому знялися Ріс Айфанс і Ванесса Редгрейв. Джейкобі розповідає пролог і епілог у сучасному Нью-Йорку, тоді як дія фільму розгортається в Єлизаветинській Англії. Джейкобі сказав, що створення фільму було «дуже ризикованою справою», заявивши, що «ортодоксальні Стратфордіанці впадуть у гнів».

## Особисте життя
Дерек Джейкобі є відкритим геєм. Він усвідомив власну гомосексуальність у ранньому, та розповів про це матері під час навчання в університеті.
У березні 2006 року, через чотири місяці після запровадження цивільного партнерства у Сполученому Королівстві, Джейкобі зареєстрував своє цивільне партнерство з Річардом Кліффордом, театральним режисером, його партнером 27 років. Вони живуть у Вест-Гемпстеді на північному заході Лондона.
Разом зі своїм колегою по фільму «Порочний» Ієном Маккелленом він був головним маршалом 46-го гей-прайду в Нью-Йорку в 2015 році.
Джейкобі — атеїст.